# Hundert-Meter-Haus
Das Hundert-Meter-Haus war ein denkmalgeschütztes Gewächshaus in der Stadt Quedlinburg in Sachsen-Anhalt.

## Lage
Es befand sich östlich der historischen Quedlinburger Neustadt auf der Westseite des Ditfurter Wegs an der Adresse Ditfurter Weg 21a. 

## Architektur und Geschichte

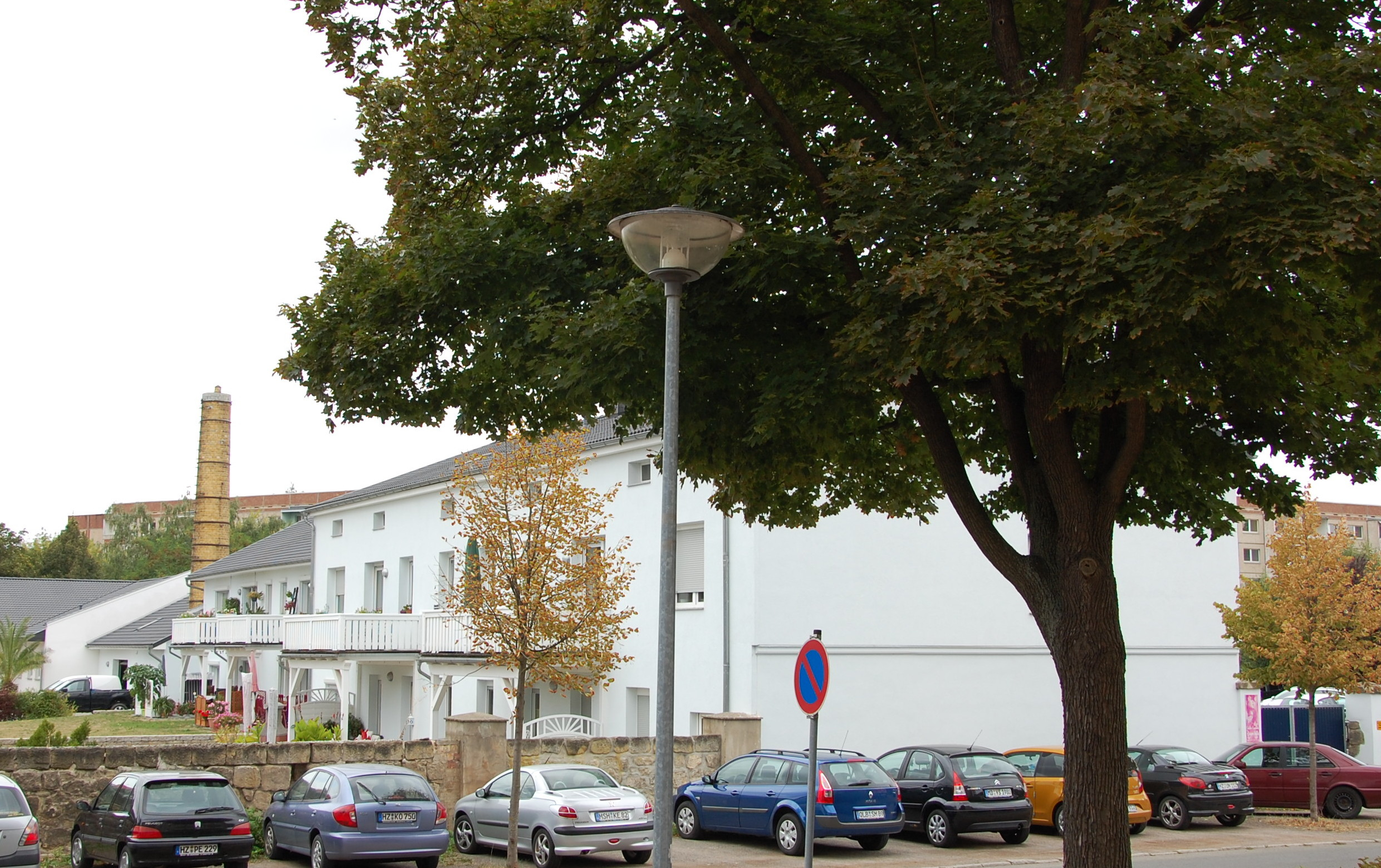
Massives Gebäude Ditfurter Weg 21a

Das Erdgewächshaus entstand im Jahr 1927 im Auftrag der Gärtnerei Wehrenpfennig als Versuchsbau. Der Name des Gewächshauses geht auf die ungewöhnliche Länge des Gebäudes zurück. Die Gärtnerei war im Jahr 1876 gegründet worden.
Im Jahr 1998 war das Hundert-Meter-Haus noch im Quedlinburger Denkmalverzeichnis eingetragen, wurde dann jedoch Anfang des 21. Jahrhunderts abgerissen. Erhalten blieben zur ursprünglichen Gärtnereianlage gehörige, in massiver Bauweise errichtete Wirtschaftsgebäude, die heute (Stand 2013) sozialen Zwecken dienen. Markant ist der auf die Gärtnerei zurückgehende, mit gelben Ziegelsteinen gemauerte Schornstein.